# Coupe du Portugal de football 2004-2005
La Coupe du Portugal 2004-2005 voit le sacre du Vitória Setubal.
C'est la troisième Coupe du Portugal remportée par le club de Setúbal. 

## Huitièmes de finale
Deux clubs de 3e division sont encore en lice à ce stade de la compétition : il s'agit de l'Oliveira do Hospital et du CD Pinhalnovense.
| Équipe 1                     | Score            | Équipe 2               |
| ---------------------------- | ---------------- | ---------------------- |
| CD Nacional (D1)             | 3 - 4            | Boavista (D1)          |
| FC Oliveira do Hospital (D3) | 0 - 1            | Sporting Braga (D1)    |
| Vitória Setubal (D1)         | 3 - 1            | Vitoria Guimarães (D1) |
| CD Pinhalnovense (D3)        | 1 - 2            | CF Belenenses (D1)     |
| Académica de Coimbra (D1)    | 1 - 2            | CS Marítimo (D1)       |
| Estrela da Amadora (D2)      | 1 - 0            | FC Penafiel (D1)       |
| Benfica (D1)                 | 3 - 3 (7-6 pen.) | Sporting Portugal (D1) |

## Quarts de finale
L'Estrela da Amadora, club de 2e division, est le "Petit Poucet" à ce stade de la compétition.
| Équipe (Domicile)       | Score            | Équipe (Extérieur)  |
| ----------------------- | ---------------- | ------------------- |
| CS Marítimo (D1)        | 0 - 2            | Boavista (D1)       |
| Estrela da Amadora (D2) | 0 - 0 (8-7 pen.) | CF Belenenses (D1)  |
| Vitória Setubal (D1)    | 3 - 2            | Sporting Braga (D1) |
| Benfica (D1)            | 1 - 0            | Beira-Mar (D1)      |

## Demi-finales
L'Estrela da Amadora, club de 2e division, est une nouvelle fois le "Petit Poucet" à ce stade de la compétition.
| Équipe (Domicile)       | Score | Équipe (Extérieur) |
| ----------------------- | ----- | ------------------ |
| Vitória Setubal (D1)    | 2 - 1 | Boavista (D1)      |
| Estrela da Amadora (D2) | 0 - 3 | Benfica (D1)       |

## Finale
| Équipe (Domicile) | Score | Équipe (Extérieur)   |
| ----------------- | ----- | -------------------- |
| Benfica (D1)      | 1 - 2 | Vitória Setubal (D1) |